# Capsulite
A Capsulite Adesiva, também conhecida como "Ombro Congelado", ocorre na cápsula articular da glenoide, onde ela se encontra espessa, inelástica e friável, com perda de movimentos ativos e passivos do ombro, resultante de fibrose progressiva e contratura final da cápsula articular da articulação glenoumeral, acompanhada de uma forte sensação dolorosa nos graus finais de movimento.

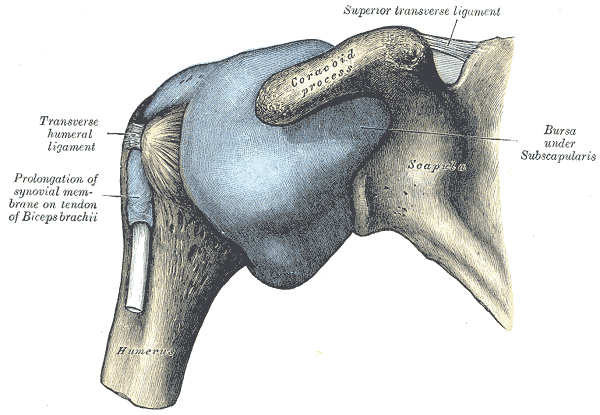
Ombro congelado.

O aparecimento da capsulite atinge cerca de 3-5% da população em geral, sendo mais frequente em indivíduos do sexo feminino, podendo chegar de 20% a 30% em pacientes diabéticos. Seu aparecimento se dá durante a quinta e a sexta década de vida, com incidência maior em indivíduos que sofrem de diabetes. Melhora com movimentos e piora com o repouso.

## Etiologia
As causas do surgimento da Capsulite ainda não estão muito bem esclarecidas, sendo que pode ter algum envolvimento do sistema nervoso autônomo, além de estar ligado ao gênero feminino (acima de quarenta anos), pode estar relacionado com traumas, diabetes mellitus, hipotireoidismo ou com alguma cirurgia na articulação glenoumeral.
A CA não é a única doença que acomete o ombro que causa a sua restrição dolorosa, qualquer condição que deixe o ombro estático de forma prolongada poderá levar a restrição capsular, tais como imobilizações de coluna cervical e tórax. Observa-se também que muitas patologias ocorrem em concomitância com a capsulite adesiva: tiroidopatias, diabetes, doenças auto-imunes, doença degenerativa da coluna cervical, doença intratorácica (pneumopatia, infarto agudo do miocárdio), doença neurológica (TCE, AVC, tumores), doença psiquiátrica.

## Classificações
Para melhor compreensão da doença, a CA foi divida e classificada em:
- primária, ou idiopática - quando não há causa aparente ou associação com outras doenças ;
- secundária - quando identifica uma provável causa ou associação com outras doenças .

### Capsulite Adesiva Primária ou Idiopática
É a perda, sem causa conhecida, avançada e dolorosa nos movimentos tanto ativos e passivos do ombro, especialmente apresentando na rotação externa, na qual o paciente passa limitar o uso do braço gradualmente, e pode ser devido a uma inflamação crônica no manguito, tendão do bíceps ou na capsula articular, desenvolvendo aderências capsulares especialmente nas pregas cápsula articular inferior. 

### Capsulite Adesiva Secundária
É uma condição que leva a uma restrição de movimento ativa e passiva do ombro, essa condição pode se apresentar de duas formas clínica, na primeira a restrição de movimento é menor que a dor, pois o paciente se readquire seus movimentos com facilidade no decorrer de seis meses a um ano, já na segunda forma a dor é irradiada até abaixo do cotovelo observada quanto à restrição do movimento, com relato de dor em repouso. 

#### Subdivisão
A CA secundária pode ainda se subdividir em:
1. Intrínseca - quando é desencadeada por lesão no próprio ombro (tendinites do manguito do rotador, tenossinovite da cabeça longa do bíceps, bursite, artrose acromioclavicular);
2. extrínseca - quando há associação com alterações de estruturas distantes do ombro, tais como lesões do membro superior (fraturas do punho e mão, infecções, etc.), doenças do sistema nervoso central e periférico (AVC, epilepsia, lesão de nervos do membro superior, etc.), lesões da coluna cervical com ou sem radiculopatia, doenças  do coração (isquemia do miocárdio) e do pulmão (doença pulmonar crônica, tumores do ápice do pulmão) etc.;
3. sistêmica - quando há associação com doenças como a diabetes, doenças da tireóide, etc.

## Estágios
Ainda de acordo com a divisão clássica, a CA possui alguns estágios de manifestações: 
1. Estágio I (Fase dolorosa ou inflamatória) -  início insidioso com dor no ombro ao movimento, com intensidade progressiva, ocorrendo mesmo durante o repouso e à noite  na ausência de movimentos precipitantes, há reação inflamatória sinovial, causa ansiedade ao paciente, que geralmente não procura tratamento adequado por julgar que esta é a melhor conduta, dura de 3 a 9 meses;
2. Estágio II (Fase de congelamento ou rigidez) - há dificuldade para usar o membro superior longe do tronco, mesmo para funções simples como vestir-se, pentear-se; ocorre restrição severa da mobilidade e a elevação vai até 90° à custa da articulação escapulotorácica, que não se encontra envolvida no processo. Persiste uma dor leve e contínua, que piora aos movimentos abruptos com dor à palpação na cápsula articular, dura de 4 a 12 meses ;
3. Estágio III (Fase de recuperação ou descongelamento) - o retorno gradual dos movimentos do ombro ocorre de forma lenta e progride ao longo de meses, embora uma restrição possa persistir sem incomodar o paciente, que está entusiasmado com o alívio da dor e maior liberdade de movimentosa elasticidade capsular e ligamentar começam a ser restaurar-se, esta fase dura de um a três anos.

## Sinais e sintomas
Caracteriza-se por dor mal localizada no ombro tendo início espontâneo, geralmente sem qualquer história de trauma. A dor torna-se muito intensa, mesmo em repouso, e a noite sua intensidade costuma diminuir em algumas semanas. A mobilidade do ombro torna-se limitada em todas as direções. Deve-se atentar para as amplitudes em que se realiza os movimentos, devido a mobilidade das articulações.

## Diagnóstico
O diagnóstico diferencial deve ser realizado com todas as patologias do ombro que podem evoluir para rigidez articular, além do uso da radiografia como confirmador do caso sendo que o melhor exame é a artrografia do ombro e até a ressonância magnética.
As características de imagem da capsulite adesiva são observadas na ressonância nuclear magnética sem contraste, embora a artroscopia por ressonância magnética e a artroscopia invasiva sejam mais precisas no diagnóstico. A ultrassonografia e a ressonância magnética podem auxiliar no diagnóstico, avaliando o ligamento coraco-umeral, sendo largura maior que 3 mm, com 60% de sensibilidade e 95% de especificidade para o diagnóstico. A capsulite também pode estar associada a edema ou líquido no intervalo rotador, um espaço na articulação do ombro contendo normalmente gordura entre os tendões supraespinhal e subescapular, medialmente ao manguito rotador. Ombros com capsulite adesiva também fibrosam e espessam na bolsa axilar e no intervalo do rotador, melhor visualizado como sinal escuro nas sequências T1, e com edema e inflamação nas sequências T2. Um achado no ultrassom associado à capsulite adesiva é o material hipoecogênico em torno do tendão da cabeça longa do bíceps no intervalo do rotador, refletindo a fibrose. Na fase dolorosa, esse material hipoecogênico pode demonstrar aumento da vascularização com a ultrassonografia com Doppler.

## Tratamento
O tratamento para a CA pode ser dividida entre o tratamento conservador (fisioterapia) e tratamento médico que pode incluir remédios e, em casos mais graves, cirurgia. A intervenção dever ser pautado também pelo quadro e estágio a qual o indivíduo se encontra e deve abordar a patologia subjacente, as medidas não-cirúrgicas abrangem tratamento farmacológico da sinovite e mediadores inflamatórios e também modalidades físicas para prevenir ou modificar a contratura capsular. A cirurgia pode abordar tanto o componente inflamatório via sinovectomia e contratura capsular através de liberação capsular e / ou manipulação sob anestesia. A otimização do tratamento depende do reconhecimento do estágio clínico na apresentação, porque a condição progride através de uma sequência previsível.
Para pacientes com estágios iniciais de capsulite adesiva do ombro, a fisioterapia é a primeira linha de tratamento. Em geral, a fisioterapia é simultaneamente combinada com outras modalidades de tratamento. Dentre as modalidades fisioterapêuticas, a terapia manual é uma das mais eficazes no tratamento, com suas mobilizações articulares,  além de recursos eletrotermofototerapêuticos, cinesioterapia convencional, todas com a finalidade de aliviar a dor e retomar a biomecânica normal da articulação do ombro.